# Герб Перу
Герб Перу — один из государственных символов Перу наряду с флагом и гимном. Существует три официальных варианта герба: национальный герб (исп. Escudo Nacional); «основной» герб или герб как таковой (исп. Escudo de Armas); большая государственная печать (Gran исп. Sello del Estado). Утверждён 25 февраля 1825 года, современные положения по изображению и использованию герба утверждены законом №11323 от 31 марта 1950 года.

## Описание
Во всех трёх вариантах центральный элемент — геральдический щит — является идентичным. Щит полурассечён и пересечён золотом. В первом голубом поле — викунья, обращённая вправо (символ фауны страны); во втором серебряном — натурального цвета хинное дерево (символ флоры); в третьем красном — золотой рог изобилия с золотыми монетами (символ множества полезных ископаемых). Так как викунья и хинное дерево изображались на большом государственном гербе Перу, учреждённом в 1821 году, то считается, что герб также символизирует прошлое и настоящее страны.

## Варианты

### Национальный герб
В национальном гербе над щитом находится гражданская корона, с каждой стороны щита расположены штандарт и флаг. Этот вариант используется как эмблема различных правительственных организаций (с добавлением названия организации), он обязательно изображается на фасаде всех общественных зданий (также с добавлением названия организации, которое занимает здание). Кроме того, этот вариант изображается на флаге сухопутных войск Перу (исп. Bandera de Guerra), ранее изображался на президентском штандарте (вариант 1939 года).

### Основной герб
В «основном» гербе щит окружён венком из пальмовой (слева) и лавровой (справа) ветвей, перевязанным красно-белой лентой. Венок символизирует победу и славу. Над щитом находится гражданская корона. Этот вариант используется на государственном флаге, гюйсе ВМС Перу и на президентском штандарте. Вне флагов он изображается в основном на монетах и банкнотах.

### Большая государственная печать
На большой государственной печати изображён национальный герб Перу, над которым расположена круговая надпись «República del Perú» (исп. «Республика Перу»). Этот вариант используется на официальных документах.

## История

### Герб 1820-1821 годов
Новый (малый) герб будущего независимого Перу был разработан генералом Хосе де Сан-Мартином и объявлен указом штаба Освободительной армии в Писко от 21 октября 1820 года. 21 июля 1821 года, вскоре после провозглашения независимости, был принят большой герб, центральным элементом которого стала композиция герба 1820 года.
Малый государственный герб — обрамлённый лавровом венком голубой овал, в котором были изображены восходящее над горами солнце, а у их подножия — океан. Большой герб представлял собой испанский щит с лавровым венком, внутри которого было изображено солнце, восходящее из-за крутых скал полуострова Паракас, где впервые высадился отряд Перуанского легиона, возглавляемого Сан-Мартином. Щит был увенчан веткой банановой пальмы, вокруг располагались флаги южноамериканских государств и различные виды оружия. По краям были изображены национальные животные — кондор (слева) и викунья (справа), над щитом изображалось хинное дерево, внизу находилась лента с девизом «Renació el sol del Perú» (исп. «Солнце, возрожденное в Перу»).

### Герб 1825 года
В марте 1822 года Сан-Мартин сложил с себя обязанности протектора и через некоторое время покинул страну, а через три года Верховным главой Республики стал Симон Боливар. 25 февраля 1825 года Боливар и Конституционный Конгресс приняли закон, определяющий новые национальные символы и устанавливающий новый герб. Он был разработан конгрессменами Хосе Грегорио Паредесом и Франсиско Хавьером Кортесом. Текст закона гласил:
| | 1. Las armas de La Nación Peruana constarán de Un escudo dividido en tres campos: uno azul celeste a Ia derecha, que llevará una Vicuña mirando al interior; otro blanco a La izquierda, donde se colocará el árbol de La Quina, y otro rojo inferior, y mas pequeño, en qua se vera una Cornucopia derramando monedas, significándose, con estos símbolos, las preciosidades del Perú en los tres reinos naturales. El escudo te ndrá por timbre una corona cívica, vista de piano; e ira acompañado en cada lado de una bandera, y un estandarte de los colores nacionales, señalados mas adelante. 2. Estas armas constituirán el gran sello del Estado, puesta en la circunferencia Ia inscripción:Republica Peruana. |  | 1. Герб перуанской нации будет состоять из щита, разделённого на три поля: в правом, голубом, поле, изображена викунья, смотрящая внутрь; в левом, белом, изображено хинное дерево, а в нижнем, красном, изображён рог изобилия, из которого сыпятся монеты. что означает богатство Перу в трех природных царствах. Щит увенчан гражданской короной (лавровый венок), по бокам расположены флаг и знамя национальных цветов, описанных ниже. 2. Этот герб является основой большой государственной печати, на которой по окружности нанесена надпись: «República Peruana». |  |
| LEY DE 25 DE FEBRERO DE 1825 ESTABLECIENDO EL ESCUDO DE ARMAS, GRAN SELLO DEL ESTADO BANDERA NACIONAL, PABELLON, ESTANDARTE Y ESCARAPELA, EN VIGENCIA | |  | |  |

Одновременно закон установил три варианта герба, использующиеся до настоящего времени. Через несколько месяцев изображение на щите было подвергнуто незначительным изменениям: ширина щита была уменьшена, щит стал делиться прямыми линиями вместо дугообразных, а рог изобилия стал изображаться повернутым влево. Это было сделано для удобства изображения, описание герба не изменилось.

### Перу в составе Боливийско-Перуанской конфедерации (1836—1839 года)
В 1836 году по инициативе президента Боливии Андреса де Санта-Круса Перу было разделено на штаты Южное (провозглашено 17 марта) и Северное (конституция принята 6 августа) Перу. Штаты были объединены с Боливией в Боливийско-перуанскую конфедерацию. Новое государство просуществовало до 25 августа 1839 года, после чего была восстановлена республика Перу.
Согласно «Основному закону Боливийско-Перуанской конфедерации» герб конфедерации располагался в центре флага и представлял собой гербы трёх провинций, окружённых лавровыми ветвями (статья 37). Другая использовавшаяся эмблема изображает морской пейзаж (схожий с изображением на гербе 1820 года) с горой Серро-Рико-де-Потоси на первом плане, за которой изображены Анды и восходящее солнце.
Северное Перу имело те же варианты государственного герба, что и республика Перу, но в «основной» герб были внесены небольшие изменения: над гражданской короной стали изображать лучи солнца, а в основании щита — трофеи и фасции. Герб Перу с солнцем над щитом иногда изображался и после распада конфедерации.

Эмблемой Южного Перу стало золотое солнце, над которым были изображены четыре золотых же пятиконечных звезды. Солнце символизировало империю инков и его наследие, а четыре звезды представляли провинции, из которых состоял штат: Куско, Арекипа, Аякучо и Пуно. Другой эмблемой, представляющей Южное Перу, было изображение увенчанного короной замка Куско, на котором сидят два кондора. Над замком изображены пять звёзд, представляющих пять департаментов Южного Перу, эмблема окружена лавровыми ветвями.
- Флаг Боливийско-Перуанской конфедерации
- Один из вариантов герба Боливийско-Перуанской конфедерации
- Герб Северного Перу
- Эмблема Южного Перу
- Герб Перу с лучами солнца на марке 1874 года выпуска

### Герб 1950 года
31 марта 1950 года в период правления в стране военной хунты во главе с генералом Мануэлем Одриа герб был несколько видоизменён: нижняя часть стала занимать большую часть щита (а не «меньшую», как было сказано в законе 1825 года), что было сделано для удобства изображения рога изобилия. С тех пор герб не менялся.